# 畠山義深
畠山 義深（はたけやま よしふか/よしとお）は、南北朝時代の武将。通称は三郎。増福寺と号。官位は能登守、越中守、河内守、和泉守、紀伊守。畠山氏6代当主。

## 略歴
畠山家国の子として誕生。兄弟の国清と共に幕政に参与、関東で兄と共に北朝方として戦う。
正平14年/延文4年（1359年）、龍門山にて南朝方・四条隆俊の軍勢と戦った（龍門山の戦い）。正平16年/康安元年（1361年）11月、兄・国清が伊豆国で挙兵した際もこれに従うが（畠山国清の乱）、敗北し降伏。
正平21年/貞治5年（1366年）、幕府に許され、貞治の変で失脚した斯波高経の分国であった越前国守護に任命され、高経を打ち破った。のち、能登守、越中守、河内守、和泉守、紀伊守、伊豆、越前守護を歴任した。

## 系譜
- 父：畠山家国（?-1335）
- 母：不詳
- 室：不詳
  - 長男：畠山基国（1352-1406）
  - 男子：畠山持深 - 畠山満義の父
  - 男子：畠山深秋
  - 男子：石垣満国 - 畠山持秋（石垣持秋）の父